# Bob Ong
Bob Ong (* angeblich August 1972 in Pasay City, Philippinen), auch bekannt unter dem Namen Roberto Ong, ist das Pseudonym eines der bekanntesten zeitgenössischen philippinischen Autoren. Er benutzt alltägliches Tagalog, um humorvoll Alltagssituationen auf den Philippinen zu beschreiben und zu analysieren. Seinen wirklichen Namen nennt der Autor nicht.

## Website bobongpinoy.com
Berühmt wurde Ong durch seine mittlerweile nicht mehr weitergeführte Homepage bobongpinoy.com, die er als Hobby neben seiner Tätigkeit als Lehrer ins Internet gestellt hatte. Bobo ist Tagalog für Dumm und Pinoy ist das Demonym für (malaiischstämmige) Bürger der Philippinen; somit bedeutet „Bobong Pinoy“ „Dumme Filipinos“. Ong sagt, dass er, obwohl sein Arbeitgeber von der Website beeindruckt war, womöglich seine Arbeitsstelle verloren hätte, wenn herausgekommen wäre, dass er der Verfasser sei. Er entschied sich aber später, sein Pseudonym Bob Ong beizubehalten, als einer der Leser ihn mit diesem Namen anschrieb. Im Jahr 1998 wurde die Homepage mit dem People's Choice Philippine Web Award ausgezeichnet, wurde aber kurz nach dem Amtsenthebungsverfahren und der darauffolgenden Revolution gegen den damaligen philippinischen Präsidenten  José Marcelo Ejército 2001 aus dem Internet genommen.

## Vermutungen zur Identität
Obwohl oft gesagt wird, dass der philippinische Autor Charlson Ong hinter dem Pseudonym Bob Ong stecken würde, sagt Bob Ong selbst in seinem Werk „Stainless Longanisa“, dass sein tatsächlicher Nachname nicht Ong (王) sei, sondern sein Künstlername lediglich auf dem Namen seiner Homepage zurückgehe. Andere Vermutungen gehen dahin, dass der philippinische Dichter Paolo Manalo hinter dem Decknamen stecke, aber auch dies wurde dementiert.

## Werke
- ABNKKBSNPLAko?! (Wow, ich kann Lesen?), 2001
- Bakit Baligtad Magbasa ng Libro ang mga Pilipino? (Warum lesen die Filipinos rückwärts?), 2002
- Ang Paboritong Libro ni Hudas (Das Lieblingsbuch des Judas), 2003
- Alamat ng Gubat (Geschichte des Waldes), 2003
- Stainless Longganisa (Rostfreie Longaniza), 2005
- Macarthur, 2007
- Kapitan Sino (Kapitän Sino), 2009
- Ang mga Kaibigan ni Mama Susan (Die Freunde von Mama Susan), 2010
- Lumayo Ka Nga Sa Akin (Geh weg von mir), 2011

Kein Werk ist in deutscher Sprache erschienen, die deutschen Übersetzungen der Titel wurden lediglich als Verständnishilfe angegeben.